# Rhadinobracon ruficauda
Rhadinobracon ruficauda är en stekelart som först beskrevs av Günther Enderlein 1920.  Rhadinobracon ruficauda ingår i släktet Rhadinobracon och familjen bracksteklar. Inga underarter finns listade i Catalogue of Life.